# Февраль 2019 года

Список событий февраля 2019 года.

## События
- 1 февраля
  - На проходящем в ОАЭ Кубке Азии по футболу сборная Катара впервые стала обладателем трофея, обыграв в финале Японию со счётом 3:1[1].
  - В порту столицы Кабо-Верде Прае задержаны 11 российских моряков с cудна «ESER», шедшего под флагом Панамы в Марокко[2]. Полиция изъяла с судна 9,5 тонн кокаина[3].
  - В Верхнебуреинском районе Хабаровского края после серии мощных взрывов в слое скальных пород на месте оползня сформировано русло новой протоки реки Бурея, в образовавшуюся протоку пошла вода[4][5].
- 2 февраля
  - Сборная России победила на Чемпионате мира по хоккею с мячом 2019[6].
  - Президент РФ Владимир Путин объявил, что Россия в ответ на действия США приостанавливает участие в Договоре о ликвидации ракет средней и меньшей дальности[7].
- 3 февраля
  - В Бабынинском районе Калужской области у села Извеково на 128-м километре автодороги «Калуга — Вязьма» перевернулся автобус «МАН» с детьми, следовавший из Смоленска в Калугу. 7 человек, в том числе 4 ребёнка, погибли. В момент аварии в автобусе находились 48 человек, в том числе 33 ребёнка[8].
  - На выборах президента в Сальвадоре победил бывший мэр столицы кандидат от Широкого альянса за национальное единство правоцентрист Найиб Букеле[9].
  - Скончался музыкант и рэпер Кирилл Толмацкий, выступавший под псевдонимом Децл[10]
- 4 февраля
  - Президент Туркменистана Гурбангулы Бердымухаммедов подписал указ о прекращении государственного финансирования Академии наук республики[11].
  - В Грузии отменили выпускные экзамены в школах[12].
- 5 февраля
  - Несколько стран Евросоюза включая Великобританию, Германию, Португалию и Испанию официально признали Хуана Гуайдо президентом Венесуэлы, после того как Николас Мадуро отверг ультиматум об организации досрочных выборов. Другие страны Евросоюза такие как Греция и Ирландия Хуана Гуайдо президентом не признали[13].
- 7 февраля
  - Верховная рада Украины на заседании в четверг утвердила в целом инициированные президентом Украины изменения в Конституцию Украины относительно стратегического курса государства на обретение полноправного членства Украины в ЕС и НАТО (№ 9037). За проголосовали 334 народных депутата при необходимых 300 голосах[14].
- 9 февраля
  - Из-за скопления в районе заполярного посёлка Белушья Губа белых медведей, заходящих на территорию населённого пункта, на территории городского округа «Новая Земля» введён режим чрезвычайной ситуации[15].
- 10 февраля
  - В башкирском городе Сибай, где с ноября 2017 года держится смог, зафиксировано превышение предельно допустимой концентрации диоксида серы в 23 раза[16].
  - Фильм «Рома» мексиканского режиссера Альфонсо Куарона стал лауреатом премии BAFTA в номинации «Лучший фильм»[17].
  - В Лос-Анджелесе состоялась 61-я церемония «Грэмми»: в категориях «Запись года» и «Песня года» победу одержал Чайлдиш Гамбино за сингл «This Is America», в категории «Альбом года» награду получила Кейси Масгрейвс за диск «Golden Hour», а «Лучшим новым исполнителем» признана Дуа Липа[18].
- 12 февраля
  - ГД РФ приняла в первом чтении внесённый сенатором Андреем Клишасом законопроект об изоляции российского сегмента сети Интернет[19].
  - Вступило в силу соглашение о переименовании Республики Македония в Северную Македонию[20].
  - В Нью-Йорке суд присяжных признал виновным 61-летнего мексиканского наркобарона Хоакина Гусмана Лоэру, одного из самых разыскиваемых преступников мира[21].
  - Космический проект Mars One объявлен банкротом[22].
- 13 февраля
  - Специалисты NASA прекратили попытки восстановить связь с марсоходом «Оппортьюнити», официально объявлено о завершении работы аппарата[23].
- 14 февраля
  - Более 40 сотрудников индийской полиции погибли в результате нападения на конвой в Пулваме (штат Джамму и Кашмир)[24].
- 15 февраля
  - Правительство Испании, возглавляемое лидером социалистов Педро Санчесом, приняло декрет об эксгумации останков бывшего диктатора Франсиско Франко и их перезахоронении из мавзолея в Долине павших в другое место[25].
- 16 февраля
  - В Москве самое массовое перекрытие метро: 5 станций на 9 дней. Возникшая транспортная проблема решается посредством 230 непрерывно циркулирующих автобусов, а для их бесперебойного движения практически перекрыто наземное автомобильное движение от метро Черкизовская до метро Комсомольская[26].
  - В одном из корпусов Санкт-Петербургского национального исследовательского университета информационных технологий, механики и оптики (ИТМО) на улице Ломоносова обрушились перекрытия[27].
- 17 февраля
  - Фильм израильского режиссёра Надава Лапида «Синонимы» удостоен «Золотого медведя» 69-го Берлинского кинофестиваля[28].
- 18 февраля
  - Председатель Великого национального собрания Турции Бинали Йылдырым подал в отставку[29].
- 21 февраля
  - Объявлено об открытии самого далёкого объекта в Солнечной системе на расстоянии 140 а. е. — FarFarOut[30].
  - Опубликованы первые фотографии Megachile pluto, самого крупного вида пчёл[31].
  - Японский зонд Хаябуса-2 приземлился на поверхность астероида Рюгу[32].
  - Корпорация Samsung представила Samsung Galaxy Fold — первый телефон со складным сенсорным экраном, который вышел на потребительский рынок[33].
- 22 февраля
  - Первый частный лунный зонд «Берешит» израильской фирмы SpaceIL успешно отделился от ракеты-носителя Falcon 9 и начал самостоятельное путешествие к естественному спутнику Земли[34].
  - Японский зонд Хаябуса-2 сел на поверхность астероида Рюгу, собрал образцы грунта специальным пылесборником и впервые взлетел с малой планеты[35].
  - Компания Virgin Galactic миллиардера Ричарда Брэнсона впервые отправила пассажира на своём самолёте-носителе WhiteKnightTwo к границам космоса[36].
  - Самопровозглашённый президент Венесуэлы Хуан Гуайдо подписал свой первый «президентский» указ, в котором он на правах «главнокомандующего» приказывает вооружённым силам страны содействовать доставке в Венесуэлу гуманитарной помощи из США, а также открыть все закрытые границы. Ранее действующий президент государства Николас Мадуро объявил о закрытии морской границы и границы с Бразилией, но при этом согласился принять гумпомощь от ЕС[37].
  - Президент Судана Омар аль-Башир ввёл чрезвычайное положение в стране и распустил правительство, после продолжающихся третий месяц протестов[38].
- 23 февраля
  - В Техасе потерпел крушение грузовой Boeing 767 авиакомпании Atlas Air. Погибли 3 члена экипажа.
- 24 февраля
  - В Лос-Анджелесе прошла 91-я церемония вручения наград премии «Оскар». Лучшим фильмом признана картина «Зеленая книга». Лидером по числу наград стал фильм «Богемская рапсодия»[39].
- 25 февраля
  - По результатам проведенного на Окинаве референдума, против сохранения американского военного объекта выступили 72,2 % жителей префектуры[40].
- 26 февраля
  - Папа Римский Франциск временно отстранил признанного виновным в насилии над детьми австралийского кардинала Джорджа Пелла от служения и от выполнения всех своих обязанностей[41].
  - Состоялось заседание Священного Синода Русской православной церкви, на котором были произведены ряд должностных перестановок[42]
- 27 февраля
  - В Ханое начался двухдневный саммит США и Северной Кореи[43].
  - В Кашмире в ходе воздушного боя был сбит один истребитель ВВС Пакистана и потерян истребитель МиГ-21 ВВС Индии[44].
- 28 февраля
  - Пуск с космодрома Куру́ во Французской Гвиане (Южная Америка) ракеты-носителя «Союз-СТ» 6 первыми[45] телекоммуникационными спутниками британского проекта OneWeb, которые будут обеспечивать 5G-доступ к интернету практически из любой точки Земли[46].